# Sončev tempelj (film)
Sončev tempelj (francosko Tintin et le temple du soleil) je animirani film iz leta 1969, ki ga je produciral Belvision Studios. Koprodukcija med Belgijo, Francijo in Švico je priredba Hergéjeve dvodelne Tintinove pustolovščine Sedem kristalnih krogel in Sončev tempelj.

## Produkcija
Po uspešnici risane serije Belvision, Hergéjeve pustolovščine Tintina, je bilo za film veliko publicitete (film je bil prvi od dveh animiranih filmov; drugi Tintin in jezero morskih psov je bil izdan leta 1972).

## Zgodba
Tintin odpotuje v Peru, da bi rešil nekaj arheologov pred starim inkovskim prekletstvom. Številni prizori iz izvornih knjig so izbrisani; v resnici je celotna zgodba Sedmih kristalnih krogel skrajšana v dvajset minut filma. Dogodki so bili spremenjeni in nekateri so bili dodani. Na primer, predstavljena je hči princa Sonca, ki prosi očeta, da bi prizanesel zapornikom (rada ima Zorrina). Petek in Svetek spremljata Tintina in kapitana Haddocka pri prizadevanju za reševanje profesorja Sončnice, medtem ko je v knjigi njuna edina vloga poskušati uporabiti radiestezijo, da bi našla Tintina in njegove prijatelje (njun prihod v vas Inkov preloži načrtovano usmrtitev).